# Locomotiva FS 265
Le locomotive FS gruppo 265 sono state macchine a vapore con tender di rodiggio 0-3-0 che le Ferrovie dello Stato acquisirono, dopo il 1905, in seguito al riscatto della Rete Mediterranea che a sua volta le aveva ereditate in seguito alla costituzione della rete dalle società precedenti.

## Storia
Le locomotive del gruppo erano parte di costruzione inglese, della Sharp & Stewart di Manchester, consegnate tra 1872 e 1877 e parte di costruzione italiana fabbricate dalle Officine di Pietrarsa e consegnate tra 1878 e 1879 alla Società delle Meridionali. Alla Mediterranea pervennero nel 1885 in seguito alla ripartizione delle reti e questa le immatricolò come gruppo RM 3731 ÷ 3760. Quando vennero acquisite dalle Ferrovie dello Stato, in seguito al riscatto delle reti nel 1905, erano già di tipo obsoleto. Nell'album delle locomotive FS, al 31 dicembre 1914, risultavano immatricolate ancora 24 unità con i numeri da 2651 a 2680 (saltuari in quanto alcune unità erano già radiate). Le locomotive in gran parte non sopravvissero agli anni venti.

## Caratteristiche tecniche
Le locomotive furono costruite con il rodiggio 0-3-0 e con ruote da 1.383 mm di diametro; a vapore saturo, 2 cilindri esterni e a semplice espansione.
La caldaia che equipaggiava le unità era lunga 6.545 mm e conteneva un volume d'acqua (misurata a 10 cm sopra il cielo del forno) di 3,5 m³ e un volume di vapore di 1,8 m³; la sua pressione di taratura era di 9 bar ed era in grado di produrre un quantitativo orario di vapore asciutto di 4.730 kg. Il numero di tubi bollitori era di 180, di diametro 50/45 mm, con lunghezza tra le piastre estreme, di 4.250 mm. La superficie di riscaldamento tubiera era di 108,35; la superficie di riscaldamento estesa sulla volta del forno era di 7,5 m². In totale quindi 115,85 m².
Le dimensioni interne massime e minime del corpo cilindrico erano rispettivamente di 1.284 mm e 1.256 di diametro; la lunghezza era di 4,995 m (compresa di camera a fumo).
Il forno, delle dimensioni di 1.320 x 1.090 mm, era alto in media 1.260 mm sul piano della graticola della superficie di 1,40 m².
Le prestazioni della macchina permettevano uno sforzo di trazione massimo di 6.770 kg, continuo (alla velocità di 30 km/h) di 3.640 kg e di spunto alla partenza di 5.000 kg. La ripartizione delle masse per asse era rispettivamente di 12 t per il primo asse motore, 12,1 t per il secondo e 10,9 t per il terzo t.
Il motore delle locomotive era costituito da 2 cilindri del diametro di 457 mm con una corsa degli stantuffi di 610 mm; il vapore era addotto mediante cassetti piani azionati da un meccanismo della distribuzione sistema Stephenson. La velocità massima raggiunta era di 55 km/h, la potenza normale alle ruote motrici sviluppata in continuità ad una velocità di 30 km/h era di 400 hp.
Tutte le locomotive erano dotate del solo freno a controvapore mentre il freno a mano agiva solo sulle ruote del tender accoppiato, a tre assi, della massa totale di 24,5 t con capacità di acqua era di 7,5 m³ e di carbone di 4 t.
La cabina di guida era di tipo ridotto, più che altro una tettoia, ma venne ricostruita più ampia e avvolgente nelle 4 locomotive FS 2673 ÷ 2676.